# Anatolij Bondarčuk
Anatolij Pavlovyč Bondarčuk (in ucraino Анатолій Павлович Бондарчук?, in russo Анатолий Павлович Бондарчук?, Anatolij Pavlovič Bondarčuk; Starokostjantyniv, 31 maggio 1940) è un ex martellista ucraino.

## Biografia
Nato a Starokostjantyniv, ai Giochi della XX Olimpiade vinse l'oro nel lancio del martello superando il tedesco Jochen Sachse (medaglia d'argento) e il russo Vasilij Chmelevskij.
Ai campionati europei di atletica leggera vinse una medaglia d'oro nel 1969 ed una di bronzo nel 1971. Ottenne due riconoscimenti, l'Ordine del Distintivo d'Onore nel 1972 e l'Ordine della Bandiera rossa del lavoro nel 1976.

## Palmarès
| Anno | Manifestazione  | Sede              | Evento              | Risultato | Misura  | Note            |
| ---- | --------------- | ----------------- | ------------------- | --------- | ------- | --------------- |
| 1969 | Europei         | Atene             | lancio del martello | Oro       | 74,68 m |                 |
| 1971 | Europei         | Helsinki          | lancio del martello | Bronzo    | 71,40 m |                 |
| 1972 | Giochi olimpici | Monaco di Baviera | lancio del martello | Oro       | 75,50 m | Record olimpico |
| 1976 | Giochi olimpici | Montréal          | lancio del martello | Bronzo    | 75,48 m |                 |

## Altre competizioni internazionali
1973
- Coppa Europa di atletica leggera ( Edimburgo)